# Иов (митрополит Новгородский)
Митрополи́т И́ов (умер 3 февраля 1716) — епископ Русской православной церкви, митрополит Великоновгородский и Великолуцкий.
Сочувствовал реформаторской деятельности российского императора Петра I; известен благотворительностью в подведомственной ему Новгородской епархии.

## Биография
Родился в селе Катунки Балахнинского уезда, происходил из духовного сословия. Был пострижен в монашество в Троице-Сергиевом монастыре.
С 1689 года — архимандрит Высоко-Петровского монастыря в Москве.
С 2 мая 1697 — настоятель Троице-Сергиева монастыря.
5 июня 1697 был хиротонисан во епископа с возведением в сан митрополита Новгородского, которым оставался до конца жизни.
В Новгороде устроил три больницы, странноприимницу и дом для незаконнорождённых и подкидышей близ Новгорода, в Колмове.
Скончался 3 февраля 1716 года. Похоронен в Новгородском Софийском соборе.

## Просветительская деятельность
Был сторонником просвещения и любителем книг, имел обширную библиотеку, которая пополнялась книгами из Ростова и Москвы (в библиотеке имелись книги на греческом, латинском, польском, немецком, сербском языках). Он принимал книги «яко корабли индийския, наполненныя тмищными благами, и бисеры многоценными: различным индийским камением и адамантами сияющими».

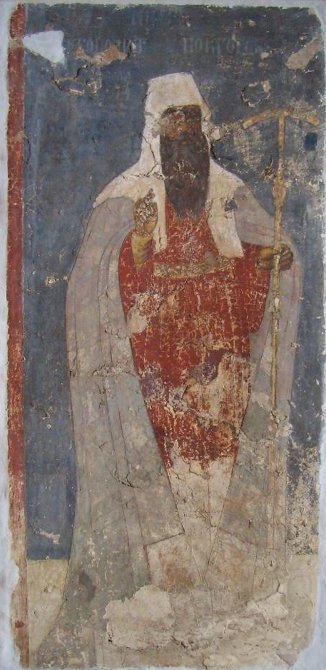
Фреска XVIII в.

В 1706 году открыл при своём архиерейском доме Новгородское греко-славянское училище (с древними языками), вызвав для руководства им находившихся в ссылке греческих учёных братьев Иоанникия и Софрония Лихудов, с которыми познакомился ещё живя в Москве. За счёт средств Софийского собора организовал строительство для училища двухэтажного здания; ученики (их насчитывалась до 153 человек) содержались на средства митрополита, который предоставил в их распоряжение своё книжное собрание. Новгородское училище стало попыткой создания православного учебного заведения, основанного на святоотеческой традиции, а не предназначенного для схоластических споров. Латинский язык здесь не преподавался вовсе. С назначением Феофана Прокоповича архиепископом в Новгород эти Новгородские школы были упразднены. Богословская школа в Новгороде возобновлена лишь в 1740 году архиепископом Новгородским и Великолуцким Амвросием (Юшкевичем) при Антониевом монастыре но уже по образцу малороссийских латинских школ.
Другие епархии обращались к митрополиту Иову с просьбами прислать им учителей, получивших образование в Новгородском училище. Создал в Новгороде кружок, занимавшийся переводам книг с греческого и латинского языков на русский. Митрополит выступил с инициативой исправления славянского перевода Ветхого Завета, намеревался открыть в Новгороде типографию. Также организовывал школы, дававшие элементарные знания, и в других городах своей епархии (всего были учреждены 14 школ).
Митрополит Иов отвергал западную схоластическую учёность и полагал, что российское духовное образование должно быть основано на святоотеческой традиции.

## Социальная и административная деятельность

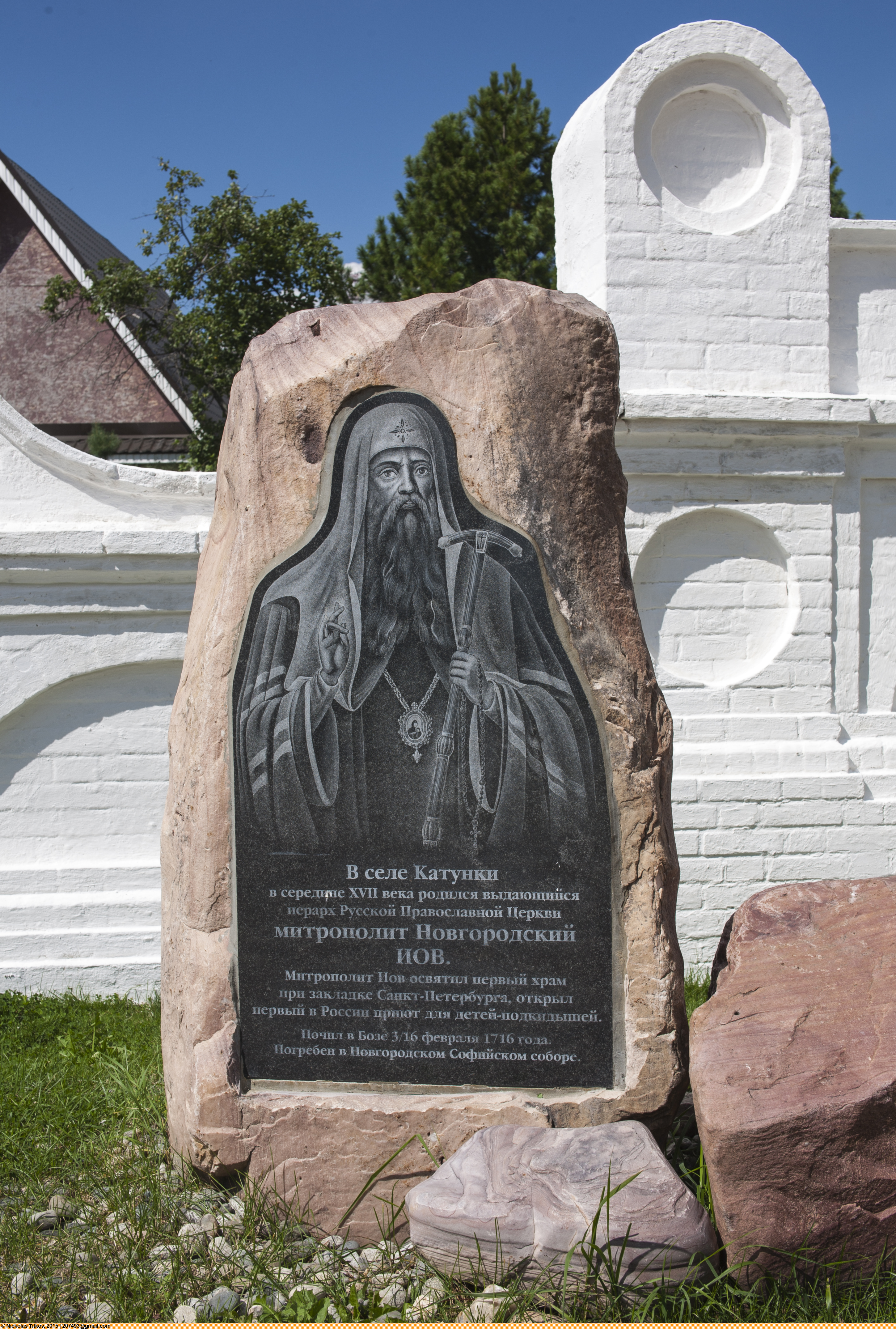
Памятник Иову в Катунках

На свои вотчинные доходы основал в епархии несколько больниц (одну из них для отставных инвалидов), два странноприимных дома и — в 1706 году — первый в России воспитательный дом — приют для подкидышей и незаконнорождённых, созданный в Колмовом монастыре близ Новгорода. Привлёк в епархию средства богатых жертвователей, на которые при Знаменском соборе была построена богадельня для сирот и престарелых людей духовного звания. Царь Пётр I высоко оценил деятельность митрополита Иова по созданию приюта и богадельни и издал указы, в которых сослался на опыт Иова и повелел устраивать такие учреждения во всех губерниях.
Занимался восстановлением и ремонтом храмов в Новгороде, пострадавших от пожаров, пригласил в епархию ведущих иконописцев из Москвы, Костромы и Ярославля. Боролся со старообрядчеством, в том числе путём поимки и заключения в тюрьму. Автор книги «Ответ краткий на подмётное письмо о рождении сими времены антихриста» (М., 1707) (Зернова А. С., Каменева Т. Н. Сводный каталог рус.книги кирилловской печати 18 в. М.,1968, № 60) с критикой представлений старообрядцев об антихристе. Также оставил множество писем, представляющих интерес для истории — фрагменты его переписки были опубликованы в журнале «Странник» в 1861 году.
За время его управления епархией она расширилась за счёт территорий, освобожденных русскими войсками во время Северной войны, — с городами Шлиссельбург, Ямбург, Копорье, Корела (Кексгольм), а также завоёванных Нарвы и Выборга. В состав епархии вошла и новая столица — Санкт-Петербург — в которой в 1704 владыка Иов освятил первую церковь в Петропавловской крепости. С 1712 года неоднократно просил уволить его на покой, но эти просьбы не были удовлетворены Петром I, который уважал его как энергичного архипастыря и сторонника просвещения.